# توماس هیل (هنرپیشه)
توماس هیل (انگلیسی: Thomas Hill؛ ۲ ژوئن ۱۹۲۷ – ۲۰ آوریل ۲۰۰۹) یک هنرپیشه اهل ایالات متحده آمریکا بود.
از فیلم‌ها یا برنامه‌های تلویزیونی که وی در آن نقش داشته‌است می‌توان به کوئینتت اشاره کرد.